# جاومي ميدينا
جاومي ميدينا (بالكتالونية: Jaume Medina i Casanovas)‏ هو فقيه لغة ومترجم وشاعر إسباني، ولد في 6 أبريل 1949 في فيتش في إسبانيا.